# Heodes galsnintha
Heodes galsnintha är en fjärilsart som beskrevs av Hans Fruhstorfer 1908. Heodes galsnintha ingår i släktet Heodes och familjen juvelvingar. Inga underarter finns listade i Catalogue of Life.